# Franc Pháp
Franc Pháp, còn gọi đơn giản là Franc, ký hiệu ₣, là đơn vị tiền tệ cũ của Pháp trước được thay thế bởi đồng euro. Đồng Franc từng được sử dụng từ năm 1360 thay thế cho đồng livre trước đó, nhưng đến năm 1641 nó bị loại bỏ.
Từ năm 1795, tiền Franc được sử dụng một lần nữa và tới 1999, nó bị thay thế bởi đồng euro.

## Tỉ giá hối đoái hiện thời của đồng FRF
| Bảng Unicode Biểu tượng tiền tệ Official Unicode Consortium code chart: Currency Symbols Version 13.0 |   |   |   |   |   |   |   |   |   |   |   |   |   |   |   |   |
| | 0 | 1 | 2 | 3 | 4 | 5 | 6 | 7 | 8 | 9 | A | B | C | D | E | F |
| U+20Ax                                                                                                | ₠ | ₡ | ₢ | ₣ | ₤ | ₥ | ₦ | ₧ | ₨ | ₩ | ₪ | ₫ | € | ₭ | ₮ | ₯ |
| U+20Bx                                                                                                | ₰ | ₱ | ₲ | ₳ | ₴ | ₵ | ₶ | ₷ | ₸ | ₹ | ₺ | ₻ | ₼ | ₽ | ₾ | ₿ |
| U+20Cx                                                                                                |   |   |   |   |   |   |   |   |   |   |   |   |   |   |   |   |